# پرواز ۲۲۱ هواپیمایی کویت
پرواز ۲۲۱ هواپیمایی کویت یک پرواز برنامه‌ریزی‌شده مسافربری در تاریخ ۳ دسامبر ۱۹۸۴ (۱۲ آذر ۱۳۶۳) از مبدا شهر کویت به مقصد به کراچی، پاکستان بود که قرار بود یک توقف در دبی، امارات متحده عربی داشته باشد. ، این پرواز توسط چهار فرد مسلح لبنانی شیعه که گفته می‌شود با جنبش حزب‌الله ارتباط داشتند، ربوده شد. این هواپیماربایی به یک بحران گروگان‌گیری شش‌روزه انجامید که منجر به کشته شدن دو تن از مسافران آمریکایی شد. این رویداد یکی از نخستین هواپیماربایی‌های مهم در دهه ۱۹۸۰ بود که به گروه‌های شبه‌نظامی خاورمیانه‌ای نسبت داده می‌شود.

## پیش‌زمینه
پرواز ۲۲۱ توسط شرکت هواپیمایی کویت انجام می‌شد و هواپیمای مورد استفاده در این پرواز از نوع ایرباس ای۳۱۰ بود. این پرواز از فرودگاه بین‌المللی کویت با ۱۶۱ سرنشین، شامل مسافران و خدمه، به پرواز درآمد. پیش از توقف در دبی، چهار مرد لبنانی مسلح به تفنگ و نارنجک هواپیما را ربوده و مسیر آن را به سوی مشهد، ایران تغییر دادند.

## هواپیماربایی
پس از به دست گرفتن کنترل هواپیما، هواپیماربایان به خدمه دستور دادند که به سمت ایران پرواز کنند. مقام‌های ایرانی در ابتدا اجازه فرود به هواپیما ندادند، اما زمانی که متوجه شدند سوخت هواپیما رو به پایان است، با فرود آن موافقت کردند. هواپیما در فرودگاه بین‌المللی مشهد به زمین نشست.
پس از فرود، هواپیماربایان خواسته‌های خود را به‌طور رسمی اعلام کردند و خواهان آزادی ۱۷ زندانی در کویت شدند که به دلیل مشارکت در بمب‌گذاری‌های سال ۱۹۸۳ کویت در بازداشت بودند. در جریان بن‌بست ایجادشده، زنان، کودکان و مسافران مسلمان به‌تدریج آزاد شدند. با این حال، اوضاع زمانی بحرانی‌تر شد که دو مسافر آمریکایی به نام‌های چارلز هگنا و ویلیام استنفورد (از کارکنان آژانس توسعه بین‌المللی ایالات متحده (USAID)) به ضرب گلوله کشته شدند و اجساد آنان در باند فرودگاه رها شد.
گزارش‌ها حاکی از آن است که شمار اندکی از مسافران باقی‌مانده در هواپیما -به‌ویژه آمریکایی‌ها- تهدید و شکنجه شدند. نیل بیستون، مهندس پرواز بریتانیایی، در گفتگو با بی‌بی‌سی گفت: «هر پنج دقیقه یک اتفاق ترسناک می‌افتاد. هیچ‌گونه توقف یا آرامشی در کار نبود.»
با این حال، در بیانیه‌ای متناقض، هواپیماربایان اعلام کردند: «ما با کسی دشمنی نداریم و قصد نداریم آزادی کسی را سلب کنیم یا کسی را بترسانیم...»
مسافران باقی‌مانده در هواپیما گزارش دادند که تهدید شده‌اند، مورد آزار جسمی قرار گرفته‌اند و به دلیل صحبت بدون اجازه، کتک خورده‌اند.

## واکنش ایران و پایان ماجرا
دولت ایران وارد مذاکره با هواپیماربایان شد، اما به خواسته‌های آنان تن نداد. در ۸ دسامبر ۱۹۸۴، نیروهای سپاه پاسداران انقلاب اسلامی به هواپیما یورش بردند و گروگان‌های باقی‌مانده را آزاد کردند. گزارش‌ها حاکی از آن است که این عملیات به‌سرعت و با موفقیت انجام شد و تلفات یا جراحات جدید قابل‌توجهی در پی نداشت.
مقام‌های ایرانی در ابتدا اعلام کردند که هواپیماربایان محاکمه خواهند شد، اما در نهایت آنان را آزاد کرده و اجازه دادند کشور را ترک کنند. این اقدام موجب طرح اتهاماتی مبنی بر همدستی ایران در این هواپیماربایی شد و برخی از مسافران و مقام‌های رسمی مدعی شدند که عملیات نجات، نمایشی و ساختگی بوده است. دست‌کم یک مسافر کویتی و دو مسافر پاکستانی ادعا کردند که پس از فرود در مشهد، سلاح‌ها و تجهیزات بیشتری، از جمله دستبند و طناب نایلونی برای بستن مسافران به صندلی‌ها، در اختیار هواپیماربایان قرار گرفته است.
یکی از مقام‌های آمریکایی اظهار داشت: «شما نظافتچی‌ها را به داخل هواپیمایی که مواد منفجره در آن کار گذاشته‌اید، وعده داده‌اید که آن را منفجر می‌کنید و وصیت‌نامه‌تان را خوانده‌اید، دعوت نمی‌کنید.»

## پیامدها
هواپیماربایی پرواز ۲۲۱ پیامدهای ژئوپلیتیکی قابل توجهی در پی داشت. این رویداد نشان‌دهنده نفوذ فزاینده گروه‌های شبه‌نظامی شیعه در خاورمیانه و آمادگی آن‌ها برای هدف قرار دادن کشورهای متحد ایالات متحده در حاشیه خلیج فارس بود. این واقعه همچنین تنش‌ها میان کویت و ایران را تشدید کرد، به‌ویژه در شرایطی که کویت از عراق در جنگ ایران و عراق حمایت می‌کرد.
خدمه پرواز و بسیاری از مسافران در ادامه از آسیب‌های روانی و آزارهای جسمی‌ای سخن گفتند که در طول این بحران متحمل شدند. این حادثه به‌عنوان پیش‌زمینه‌ای برای موجی از هواپیماربایی‌ها و بحران‌های گروگان‌گیری در دهه ۱۹۸۰ تلقی می‌شود، به‌ویژه آن‌هایی که با حزب‌الله و گروه‌های وابسته به آن در ارتباط بودند.
وزارت امور خارجه ایالات متحده جایزه‌ای به مبلغ ۲۵۰٬۰۰۰ دلار برای اطلاعاتی که منجر به دستگیری عاملان این هواپیماربایی شود، تعیین کرد. اما هیچ واکنش نظامی‌ای نشان نداد. گزارش‌های بعدی رسانه‌ها، عماد مغنیه از اعضای ارشد حزب‌الله را به این هواپیماربایی مرتبط دانستند.